# Américo I de Châtellerault
Américo I de Châtellerault (1077 — Noyers, França, 7 de Novembro de 1151) foi um nobre francês e Visconde de Châtellerault. Aimery morreu no Mosteiro de Nossa Senhora de Noyers, tendo cerca de 60 anos de idade, tendo praticamente toda a sua vida sido Vassalo Guilherme IX da Aquitânia. 

## Relações Familiares
Foi filho de Bosão II de Châtellerault (1050 -?) e de Leonor de Thouars, filha de Américo IV de Thouars, (1024 -?) visconde de Thouars e de Arengarda de Mauléon. 
Casou com Maubergeonne de L'Île-Bouchard (1075 - 1153), filha de Bartolomeu de L'Île-Bouchard (1049 - 1087) e de Gerberga, de quem teve dois filhos:
1. Leonor de Châtellerault (1103 - c. 1131), que se casou com Guilherme X da Aquitânia, (1099 - 9 de Abril de 1137). Segundo alguns autores, era filha do próprio pai de Guilherme X, uma vez que este foi amante da esposa de Américo I.
2. Hugo II de Châtellerault (c. 1110 - 1176), Visconde de Châtellerault, que se casou com Alice de Alençon filha de Filipe de Perche e de Hélia de Anjou, condessa do Maine (c. 1110 - 1151).
3. Aimable a Châtellerault (1105 - ?).
4. Raul de Châtellerault (1112 - 1185), foi senhor de Faye-la-Vineuse.